# Петренко, Ирина Анатольевна
Ирина Анатольевна Петренко (укр. Ірина Анатоліївна Петренко, в девичестве Варвинец; род. 4 июля 1992, Чернигов, Украина) — украинская биатлонистка. Серебряный призер Чемпионата мира по биатлону 2017 в эстафете. Победитель и призёр Открытых чемпионатов Европы по биатлону. Победитель и призёр открытого чемпионата Европы в разряде юниоров. Призёр чемпионата мира по биатлону среди юниоров 2012 года.

## Биография
Первых успехов на юниорском уровне Ирина добилась в сезоне 2011/2012 годов. На открытом чемпионате Европы в Брезно-Осрблье (Чехия) она стала победителем в гонке преследования, серебряным призёром в спринте и бронзовым в смешанной эстафете в юниорском разряде.  Затем, на юниорском чемпионате мира в Контиолахти (Финляндия) она стала бронзовым призёром в женской эстафете.
В следующем сезоне сезоне на открытом чемпионате Европы 2013 в болгарском Банско она завоевала бронзовую медаль в эстафете уже в категории среди взрослых. На юниорском чемпионате мира в австрийском Обертиллиахе заняла второе место в составе эстафетной команды юниорок.
Дебют во взрослом Кубке мира состоялся в сезоне 2013-14 в итальянском Антхольце, где она заняла 61-е место в спринтерской гонке. Это выступление оказалось первым и единственным в Кубке мира 2013-14.
В сезоне 2014-15 Ирина начала регулярно попадать в состав украинской команды на Кубке мира. На этапе в Нове Место впервые поднялась на подиум завоевав третье место в смешанной эстафете. На этапе в Хольменколлене впервые попала в десятку в личных гонках заняв 7-е место в индивидуальной гонке. Этот результат по состоянию на февраль 2017 года остается лучшим в ее карьере. В этом же сезоне она впервые приняла участие во взрослом Чемпионате мира. В финском городе Контиолахти ее лучшим результатом стало 26 место в гонке преследования. По итогам сезона она заняла 47 место в общем зачете Кубка мира.
В следующем сезоне впервые поднялась на высшую ступень пьедестала вместе с эстафетной командой на этапе в Рупольдинге. Еще раз поднялась на подиум в американском Преск-Айле, заняв третье место в эстафете. На Чемпионате мира 2016 в Хольменколлене впервые попала в десятку сильнейших заняв 9-е место в индивидуальной гонке. Завершила сезон на 34-м месте в общем зачете Кубка мира.
В сезоне 2016-17 вновь поднялась на пьедестал завоевав бронзу в эстафете на этапе в Поклюке. На Чемпионате мира 2016 в Хохфильцене завоевала первую для себя медаль заняв вместе с эстафетной командой Украины второе место. На 8-м этапе Кубка мира в Контиолахти повторила наивысшее достижение в личных гонках заняв 7-е место в гонке преследования. На этом же этапе поднялась на 3-ю ступень пьедестала в смешанной эстафете. Сезон завершила на 41-й позиции в общем зачете Кубка мира. с 2018 по 2020 была в декрете

## Награды
- Орден княгини Ольги II степени (8 марта 2021)[3]
- Орден княгини Ольги III степени (7 сентября 2018)[4]

## Выступления на чемпионатах Мира
| Сезон     | Место проведения        | Спр | Пр | Инд | Мас | Эст | CM |
| 2016-2017 | Хохфильцен, Австрия     | —   | —  | 20  | —   | 2   | —  |
| 2015-2016 | Хольменколлен, Норвегия | 13  | 14 | 9   | 16  | 5   | —  |
| 2014-2015 | Контиолахти, Финляндия  | 37  | 26 | 36  | —   | 6   | —  |

## Выступления на юниорских/юношеских чемпионатах мира
| Сезон     | Место проведения       | Спр | Пр | Инд | Эст |
| 2012-2013 | Oбертиллиах, Австрия   | 23  | 13 | 13  | 2   |
| 2011-2012 | Контиолахти, Финляндия | 18  | 7  | 4   | 3   |
| 2010-2011 | Нове Место, Чехия      | 13  | 6  | 5   | 2   |
| 2009-2010 | Турсбю, Швеция         | 21  | 21 | 25  | 5   |
| 2008-2009 | Канмор, Канада         | 27  | 28 | 39  | 4   |

## Выступления на чемпионатах Европы
| Сезон      | Место проведения     | Спр | Пр | Инд | Эст | CM |
| 2014-2015  | Отепя, Эстония       | 20  | 8  | 2   | 1   | —  |
| 2013-2014  | Нове Место, Чехия    | 20  | 17 | 9   | 6   | —  |
| 2012-2013  | Банско, Болгария     | 5   | 8  | 15  | 3   | —  |
| 2011-2012* | Осрблье, Словакия    | 2   | 1  | 10  | —   | 3  |
| 2010-2011* | Валь-Риданна, Италия | 8   | 20 | 4   | —   | 7  |

[*] — юниорские соревнования

## Кубок IBU
Сезон 2014/2015:
| Обертиллах, Спринт 7.5 км, Женщины              | Золото  |
| Обертиллах, Индивидуальная гонка 15 км, Женщины | Серебро |

## Кубок мира
- Дебют в кубке мира  - 16 января 2013,  Антерсельва, спринт — 61 место.
- Первое попадание в очковую зону  — 16 января 2015,  Рупольдинг, спринт — 33 место.
- Первый подиум Кубка мира  — 6 февраля 2015,  Нове Место, смешанная эстафета — 3 место.

#### Подиумы на этапах Кубка мира
| Сезон   | Место проведения         | Тип соревнования   | Результат |
| ------- | ------------------------ | ------------------ | --------- |
| 2015-16 | Рупольдинг, Германия     | Эстафета           | 1         |
| 2015-16 | Преск-Айл, США           | Эстафета           | 2         |
| 2016-17 | Хохфильцен, Австрия (ЧМ) | Эстафета           | 2         |
| 2014-15 | Нове Место, Чехия        | Смешанная эстафета | 3         |
| 2016-17 | Поклюка, Словения        | Эстафета           | 3         |
| 2016-17 | Контиолахти, Финляндия   | Смешанная эстафета | 3         |

#### Места в Кубках мира
| Сезон   | Индивидуальная гонка | Спринт       | Гонка преследования | Масс-старт   | Общий зачет  |
| ------- | -------------------- | ------------ | ------------------- | ------------ | ------------ |
|         | Место (очки)         | Место (очки) | Место (очки)        | Место (очки) | Место (очки) |
| 2016-17 | 36 (28)              | 49 (48)      | 32 (99)             | — (0)        | 41 (175)     |
| 2015-16 | 30 (32)              | 33 (81)      | 41 (58)             | 28 (49)      | 34 (220)     |
| 2014-15 | 25 (41)              | 44 (72)      | 46 (34)             | — (0)        | 45 (147)     |

#### Результаты выступлений
| 2017/2018 Итоги | 2017/2018 Итоги | Эстерсунд | Эстерсунд | Эстерсунд | Эстерсунд | Эстерсунд | Хохфильцен | Хохфильцен | Хохфильцен | Анси | Анси | Анси | Оберхоф | Оберхоф | Оберхоф | Рупольдинг | Рупольдинг | Рупольдинг | Антхольц | Антхольц | Антхольц | ОИ Пхёнчхан (*) | ОИ Пхёнчхан (*) | ОИ Пхёнчхан (*) | ОИ Пхёнчхан (*) | ОИ Пхёнчхан (*) | ОИ Пхёнчхан (*) | Контиолахти | Контиолахти | Контиолахти | Контиолахти | Хольменколлен | Хольменколлен | Хольменколлен | Тюмень | Тюмень | Тюмень |
| Очков           | Место           | Сусм      | См        | Инд       | Спр       | Пр        | Спр        | Пр         | Эст        | Спр  | Пр   | МС   | Спр     | Пр      | Эст     | Инд        | Эст        | МС         | Спр      | Пр       | МС       | Спр             | Пр              | Инд             | МС              | См              | Эст             | Спр         | Сусм        | См          | МС          | Спр           | Пр            | Эст           | Спр    | Пр     | МС     |
| 84              | 46              | —         | —         | 28        | 73        | —         | 31         | 15         | —          | 61   | —    | —    | 58      | 56      | —       | 22         | —          | —          | 32       | 34       | —        |                 |                 |                 |                 |                 |                 |             |             |             |             |               |               |               |        |        |        |

| 2016/2017 Итоги | 2016/2017 Итоги | Эстерсунд | Эстерсунд | Эстерсунд | Эстерсунд | Эстерсунд | Поклюка | Поклюка | Поклюка | Нове-Место | Нове-Место | Нове-Место | Оберхоф | Оберхоф | Оберхоф | Рупольдинг | Рупольдинг | Рупольдинг | Антхольц | Антхольц | Антхольц | ЧМ Хохфильцен | ЧМ Хохфильцен | ЧМ Хохфильцен | ЧМ Хохфильцен | ЧМ Хохфильцен | ЧМ Хохфильцен | Пхёнчхан | Пхёнчхан | Пхёнчхан | Контиолахти | Контиолахти | Контиолахти | Контиолахти | Хольменколлен | Хольменколлен | Хольменколлен |
| Очков           | Место           | Сусм      | См        | Инд       | Спр       | Пр        | Спр     | Пр      | Эст     | Спр        | Пр         | МС         | Спр     | Пр      | МС      | Эст        | Спр        | Пр         | Инд      | МС       | Эст      | См            | Спр           | Пр            | Инд           | Эст           | МС            | Спр      | Пр       | Эст      | Спр         | Пр          | Сусм        | См          | Спр           | Пр            | МС            |
| 175             | 41              | 9         | —         | 34        | 23        | 52        | 65      | —       | 3       | 19         | 16         | DNS        | 56      | DNS     | —       | 4          | 52         | 20         | —        | —        | —        | —             | —             | —             | 20            | 2             | —             | 44       | 24       | 7        | 33          | 7           | —           | 3           | 68            | —             | —             |

| 2015/2016 Итоги | 2015/2016 Итоги | Эстерсунд | Эстерсунд | Эстерсунд | Эстерсунд | Эстерсунд | Хохфильцен | Хохфильцен | Хохфильцен | Поклюка | Поклюка | Поклюка | Рупольдинг | Рупольдинг | Рупольдинг | Рупольдинг | Рупольдинг | Рупольдинг | Антхольц | Антхольц | Антхольц | Канмор | Канмор | Канмор | Канмор | Преск-Айл | Преск-Айл | Преск-Айл | ЧМ Хольменколлен | ЧМ Хольменколлен | ЧМ Хольменколлен | ЧМ Хольменколлен | ЧМ Хольменколлен | ЧМ Хольменколлен | Ханты-Мансийск | Ханты-Мансийск | Ханты-Мансийск |
| Очков           | Место           | Сусм      | См        | Инд       | Спр       | Пр        | Спр        | Пр         | Эст        | Спр     | Пр      | МС      | Спр        | Пр         | МС         | Инд        | Эст        | МС         | Спр      | Пр       | Эст      | Спр    | МС     | Сусм   | См     | Спр       | Пр        | Эст       | См               | Спр              | Пр               | Инд              | Эст              | МС               | Спр            | Пр             | МС             |
| 220             | 34              | —         | —         | —         | —         | —         | —          | —          | —          | —       | 33      | 24      | 68         | —          | —          | 41         | —          | 1          | 38       | —        | 9        | 8      | 17     | —      | 11     | 33        | 27        | 2         | —                | 13               | 14               | 9                | 5                | 16               | 49             | 41             | —              |

| 2014/2015 Итоги | 2014/2015 Итоги | Эстерсунд | Эстерсунд | Эстерсунд | Эстерсунд | Хохфильцен | Хохфильцен | Хохфильцен | Поклюка | Поклюка | Поклюка | Оберхоф | Оберхоф | Оберхоф | Рупольдинг | Рупольдинг | Рупольдинг | Антхольц | Антхольц | Антхольц | Нове-Место | Нове-Место | Нове-Место | Нове-Место | Хольменколлен | Хольменколлен | Хольменколлен | ЧМ Контиолахти | ЧМ Контиолахти | ЧМ Контиолахти | ЧМ Контиолахти | ЧМ Контиолахти | ЧМ Контиолахти | Ханты-Мансийск | Ханты-Мансийск | Ханты-Мансийск |
| Очков           | Место           | См        | Инд       | Спр       | Пр        | Спр        | Эст        | Пр         | Спр     | Пр      | МС      | Эст     | Спр     | МС      | Эст        | Спр        | МС         | Спр      | Пр       | Эст      | Сусм       | См         | Спр        | Пр         | Инд           | Спр           | Эст           | См             | Спр            | Пр             | Инд            | Эст            | МС             | Спр            | Пр             | МС             |
| 128             | 47              | —         | —         | —         | —         | —          | —          | —          | —       | —       | —       | 6       | 73      | —       | —          | 33         | —          | 28       | DNF      | —        | —          | 3          | 13         | DNS        | 7             | 22            | 6             | —              | 37             | 26             | 36             | 6              | —              | 41             | 22             | —              |

| 2013/2014 Итоги | 2013/2014 Итоги | Эстерсунд | Эстерсунд | Эстерсунд | Эстерсунд | Хохфильцен | Хохфильцен | Хохфильцен | Анси | Анси | Анси | Оберхоф | Оберхоф | Оберхоф | Рупольдинг | Рупольдинг | Рупольдинг | Антхольц | Антхольц | Антхольц | ОИ Сочи (*) | ОИ Сочи (*) | ОИ Сочи (*) | ОИ Сочи (*) | ОИ Сочи (*) | ОИ Сочи (*) | Поклюка | Поклюка | Поклюка | Контиолахти | Контиолахти | Контиолахти | Хольменколлен | Хольменколлен | Хольменколлен |
| Очков           | Место           | См        | Инд       | Спр       | Пр        | Спр        | Эст        | Пр         | Эст  | Спр  | Пр   | Спр     | Пр      | МС      | Эст        | Инд        | Пр         | Спр      | Пр       | Эст      | Спр         | Пр          | Инд         | МС          | См          | Эст         | Спр     | Пр      | МС      | Спр         | Спр         | Пр          | Спр           | Пр            | МС            |
| 0               | —               | —         | —         | —         | —         | —          | —          | —          | —    | —    | —    | —       | —       | —       | —          | —          | —          | 61       | —        | —        | —           | —           | —           | —           | —           | —           | —       | —       | —       | —           | —           | —           | —             | —             | —             |